# Godzilla (film din 1954)

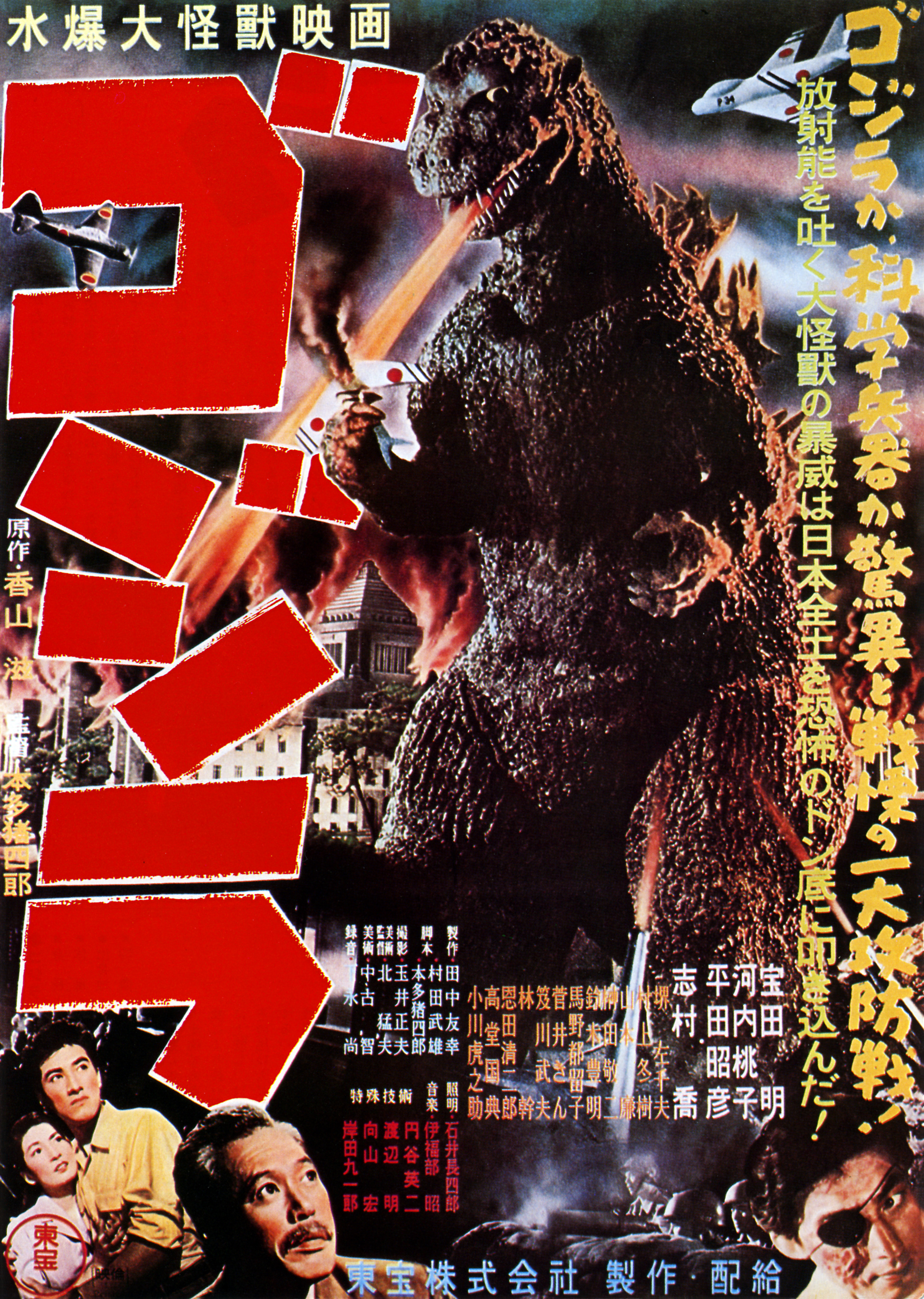
Afișul original al filmului

Godzilla (ゴジラ Gojira) este un film SF Kaijū japonez din 1954 regizat de Ishirō Honda pentru compania Toho. În rolurile principale joacă actorii Akira Takarada, Momoko Kôchi, Takashi Shimura.

## Prezentare
Din cauza testelor americane cu bombe nucleare apare o creatură de neoprit, o bestie cu aspect de dinozaur. Aceasta transformă orașul Tokyo în ruine.

## Actori
- Akira Takarada este Hideto Ogata (尾形 秀人 Ogata Hideto?)
- Momoko Kōchi este Emiko Yamane (山根 恵美子 Yamane Emiko?)
- Akihiko Hirata este Daisuke Serizawa (芹沢 大助 Serizawa Daisuke?)
- Takashi Shimura este Dr. Kyohei Yamane (山根恭平 Yamane Kyōhei?)
- Fuyuki Murakami este Dr. Tanabe (田辺博士 Tanabe-hakushi?)
- Sachio Sakai este Hagiwara (萩原?) (Journalist)
- Ren Yamamoto este Masaji (政治?) (fisherman)
- Toyoaki Suzuki este Shinkichi (Masaji's younger brother)
- Tsuruko Umano este Shinkichi's mother
- Tadashi Okabe este Assistant of Dr. Tanabe
- Jiro Mitsuaki este Employee of Nankai Salvage Company
- Ren Imaizumi este Radio Officer Nankai Salvage Company
- Kenji Sahara este Partygoer
- Sokichi Maki este Chief at Maritime Safety Agency
- Haruo Nakajima este Godzilla & un reporter
- Katsumi Tezuka este Godzilla (ca dublura lui Nakajima) & Editor Yamada

## Fișa tehnică
- Regia: Ishirō Honda
- Producător: Tomoyuki Tanaka
- Scenariști: Shigeru Kayama, Ishirō Honda, Takeo Murata
- Rolurile principale: 
  - Akira Takarada
  - Momoko Kōchi
  - Akihiko Hirata
  - Takashi Shimura
  - Haruo Nakajima
  - Katsumi Tezuka
- Coloana sonoră: Akira Ifukube
- Distribuitor:	Toho
- Premiera 3 noiembrie 1954,  Japonia
- Durata: 98 min.
- Țara:  Japonia
- Limba: japoneză
- Buget: 1.000.000 dolari americani